# Kung Fu Kid (jogo eletrônico)
Kung Fu Kid, conhecido no Japão como Makai Retsuden (魔界列伝, Makai Retsuden) é um jogo para Sega Master System e a continuação do jogo Dragon Wang, para SG-1000.
O protagonista é Wang, um garoto que usa conhecimentos de kung fu e talismãs sagrados (ofudas) para combater uma invasão de demônios liderados por Madanda, que acabou de despertar após um sono de mil anos.
No Brasil o jogo também foi lançado e também ganhou uma conversão para o Master System, chamada: Sapo Xulé: O Mestre do Kung Fu.